# پارامسیان
پارامسیان (نام علمی: Parameciidae) نام یک تیره از شاخه مژک‌داران است. این تک‌یاختگان دارای مژک هستند، بدنشان جلو و عقب مشخص دارد و یاخته آن پوسته سفت اما انعطاف پذیری دارد.